# Testarda io/E la notte è qui
Testarda io / E la notte è qui è un singolo della cantante italiana Iva Zanicchi pubblicato in Italia nel 1975.
La canzone Testarda io è nel film di Luchino Visconti Gruppo di famiglia in un interno del 1974.
Nel 1982 è stata realizzata una versione in lingua inglese del brano da Mick Karn  col titolo " sensitive".

## Tracce
Lato A
- Testarda io (La mia solitudine) - 4:10 - (Cristiano Malgioglio - Roberto Carlos)

Lato B
- E la notte è qui (sigla dello show televisivo "Totanbot") - 2:34 - (Carla Vistarini - Italo Terzoli - Enrico Vaime - Pino Calvi)
- Entrambi i brani sono inseriti all'interno dell'album Io ti propongo pubblicato nell'ottobre 1974.
- Nel 2008 il brano Testarda io è stato rifatto da Giuliano Palma & the Bluebeaters (V2 Records International Ltd. – 0602517723597).